# Döllnitz (Elbe)
Die Döllnitz ist ein linker Nebenfluss der Elbe in Sachsen.

## Verlauf
Sie entspringt in Querbitzsch, einem westlichen Ortsteil der Stadt Mügeln, durchfließt die Städte Mügeln und Oschatz und mündet über das Hafenbecken der Stadt Riesa in die Elbe.
Große Zuflüsse sind:
- der Hasenbach,
- der Stranggraben,
- der Sandbach,
- der Grauschwitzbach und
- der Kemmlitzgrundbach.

Zwischen Flusskilometer 35,8 und 38,2 befinden sich die Talsperre Döllnitzsee, die Vorsperre Döllnitzsee und der Göttwitzsee.

## Weiteres
An der Döllnitz liegen 136 Gewässerbauwerke wie Brücken, Durchlässe, Wehre (Stand Mitte 2006).
Hochwassermeldepegel befinden sich in Nebitzschen und Merzdorf.